# Houppeville
 Houppeville  es una población y comuna francesa, en la región de Alta Normandía, departamento de Sena Marítimo, en el distrito de Rouen y cantón de Notre-Dame-de-Bondeville.

## Demografía
| 877 | 1112 | 1346 | 1901 | 2378 | 2405 |
| Para los censos de 1962 a 1999 la población legal corresponde a la población sin duplicidades (Fuente: INSEE [Consultar]) |      |      |      |      |      |